# Fred Lipsius
Fred Lipsius (ur. 19 listopada 1943 w Bronxie) – amerykański muzyk i aranżer, członek zespołu Blood, Sweat and Tears (1967–1971). Absolwent oraz profesor Berklee College of Music (1984–2020)
Trzykrotnie zdobył Nagrodę Grammy, a siedmiokrotnie był do niej nominowany.
Autor szeregu książek poświęconych jazzowi.

## Życiorys i kariera muzyczna

### Początki
Fred Lipsius urodził się 19 listopada 1943 roku w Bronxie jako syn Bernarda i Corrine Lipsius. Był jednym z ich trojga dzieci i jedynym uzdolnionym muzycznie członkiem rodziny. Kiedy miał około siedmiu lat, zobaczył Louisa Armstronga i jego zespół w telewizji. Powiedział wówczas matce, że też chce tak grać. W wieku 9 lat zaczął grać na klarnecie, będąc uczniem gimnazjum grał na saksofonach altowym i tenorowym. Jego ulubionymi saksofonistami altowymi byli: Charlie Parker, Sonny Stitt i Cannonball Adderley. Z saksofonistów tenorowych słuchał Sonny’ego Rollinsa i Johna Coltrane’a. Jako student nowojorskiej High School of Music & Art grał na fortepianie.
Naukę kontynuował w Berklee School of Music (1961–62), po czym koncertował z Billym Fellowsem, Ron Metcalfe Orchestra. Prowadził również własny zespół.

### Blood, Sweat and Tears
W lipcu 1967 roku został członkiem jazz-rockowego zespołu Blood, Sweat & Tears, nazywanego niekiedy Blood, Sweat & Jews, jako że składał się częściowo z muzyków żydowskiego pochodzenia (obok Lipsiusa byli to między innymi: Al Kooper, Bobby Colomby, Steve Katz i Lew Soloff).
Obok saksofonu Lipsius grał również na fortepianie. Jako członek zespołu zdobył dziewięć złotych płyt, nagrodę Grammy za aranżację przeboju „Spinning Wheel”, a także nagrodę Grammy w kategorii: Najlepszy Album Roku. Aranżował i współaranżował również przeboje „Hi-De-Ho” i „You've Made Me So Very Happy”.

### Późniejsza działalność
Po odejściu z Blood, Sweat & Tears grał z takimi muzykami jak: Cannonball Adderley, Thelonious Monk, Zoot Sims, Eddie Gomez, Al Foster, George Mraz, Rodney Jones, Randy Brecker i inni.
W 1982 roku dołączył do grupy wspierającej duet Simon & Garfunkel po wznowieniu przez muzyków działalności. Zespół koncertował przez siedem tygodni w Europie i Japonii. Po zakończeniu trasy, za namową swojego przyjaciela, gitarzysty Rodneya Jonesa, Lipsius postanowił nagrać swój pierwszy album jazzowy. Został on wydany na winylu w 1984 roku pod tytułem Distant Lover(s), a na płycie CD w 1995 roku pod zmienionym tytułem, Dreaming Of Your Love.
W 1988 i 1989 roku napisał 11 artykułów na temat improwizacji dla Saxophone Journalv.
Zimą 1993 i w 1994 roku koncertował w Nowym Jorku z Alem Kooperem oraz z byłymi członkami Blood, Sweat & Tears.
W 1997 roku zagrał na saksofonie altowym na płycie Petera Welkera Para "Peachy", a 1999 roku – na płycie Davida Claytona-Thomasa, Bloodlines.
Od około 2004 roku zagrał w ponad 100 domach opieki, szpitalach psychiatrycznych i domach seniora, grając na saksofonie altowym i pianinie i rozmawiając z ludźmi.

## Działalność pozamuzyczna
Od około 2004 roku zaczął tworzyć cyfrowe dzieła sztuki przy użyciu Photoshopa. Stworzył ponad 4000 tych dzieł, wiele z nich pod wpływem twórczości swojego ojca.

## Edukacja
Jest absolwentem Berklee College of Music. W latach 1984–2020 był jej profesorem.

## Książki
- The Complete Book on Creative Improvisation
- Blues and Rhythm Changes
- Improvising Jazz Lines
- Two-Five Jazz Lines
- Reading Key Jazz Rhythms[10]
- The Tree With Many Colors[3]

## Nagrody i wyróżnienia
- Nagroda Grammy – 3 zdobyte, 7 nominacji[11].